# Frank Asselman
Frank Asselman (Sint-Agatha-Berchem, 19 april 1972) is een Belgische voormalige hordeloper.

## Loopbaan
Zijn beste prestaties leverde Asselman tussen 1995 en 1998. Zo nam hij deel aan de wereldkampioenschappen te Göteborg in 1995 en de Europese indoorkampioenschappen te Stockholm in 1996. Zijn topprestatie leverde hij op 16 juni 1996 in Woluwe door 13,48 s te lopen in een wedstrijd, waarin Sven Pieters het Belgisch record van Hubert Grossard van 13,47 naar 13,43 bracht. Daarmee realiseerde hij een tijd die een tiende beter was dan de gevraagde 13,58 voor deelname aan de Olympische Spelen van Atlanta in 1996.
Door een ongekende weelde aan hordelopers en een ongunstig uitpakkend selectiebeleid van het BOIC moest hij echter toch thuisblijven. Hij is het nooit meer te boven gekomen.
In 1997 besloot Frank Asselman tot een trainerswissel en trainde voortaan onder de hoede van Wilfried Geeroms. Toen bleek dat het op de hoge horden niet meer wilde lukken, werd geopteerd voor de lage horden over 400 m. De ommezwaai leek goed te werken, want in 1998 realiseerde hij 50,48 op deze afstand.
In 1999 sloeg het noodlot opnieuw toe, toen Wilfried Geeroms overleed aan de gevolgen van kanker. Asselman was op dat moment gekwetst aan de voet en besloot totaal ontmoedigd om met lopen te stoppen.
Sinds 2006 is Asselman weer actief binnen de Belgische atletiekwereld. Hij loopt nu over de korte en lange horden als master bij Vlierzele Sportief. Hij levert in dat opzicht nog steeds goede prestaties, waarmee hij nog steeds binnen de huidige Belgische top 20 meedraait.

## Persoonlijk record
| Onderdeel    | Prestatie | Datum        | Plaats                 |
| ------------ | --------- | ------------ | ---------------------- |
| 110 m horden | 13,48 s   | 16 juni 1996 | Sint-Lambrechts-Woluwe |